# حركة العودة إلى إفريقيا
العودة إلى إفريقيا في القرن التاسع عشر كانت تسمى الصهيونية السوداء أو الصهيونية الأفريقية [بحاجة لمصدر]   أو حركة الاستعمار [بحاجة لمصدر]   ، رأى الأمريكيون من أصل أفريقي ان يجب أن يعودوا إلى أفريقيا - ليس إلى أوطان أجدادهم، التي كانت غير معروفة في معظم الحالات، ولكن إلى القارة. بشكل عام كانت الحرك ة فاشلة جدا. أراد عدد قليل جدًا من العبيد المحررين الانتقال إلى أفريقيا، وواجه العدد الصغير الذي ذهب - البعض تحت الإكراه - ظروفًا وحشية في البداية. عندما أصبح الفشل معروفًا في الولايات المتحدة في عشرينيات القرن التاسع عشر، نتج عن حركة إلغاء العبودية. أصبحت ليبيريا وسيراليون أول دولتين سكانها سود مستقلتين بعد هايتي (1 يناير 1804)، وأصبحت الثانية والثالثة من الدول الثلاث الوحيدة التي أسسها العبيد السابقين. كان السفير الأمريكي في ليبيريا موقفا مرغوبا فيه. في القرن العشرين، تبنى ماركوس غارفي، الراستافاريون، وبعض الأمريكيين أفارقة آخرين هذا المفهوم، لكن القليل منهم غادر الولايات المتحدة بالفعل.

## خلفية
إن السؤال عن المكان الذي يجب أن يقيم فيه السود الأحرار منذ الولادة الأمريكية لم تتم مناقشته كثيرًا من قبل الكتاب البيض في القرن الثامن عشر: «في وقت الثورة الأمريكية، كان هناك عدد قليل من السود الأحرار في أي مكان في البلاد». :19 في عام 1776 كانت العبودية قانونية في جميع المستعمرات البريطانية الـ 13 التي أصبحت الولايات المتحدة. كان هناك عدد قليل من السود الأحرار الذين عملوا وعاشوا في مختلف المستعمرات.
بدأت الضغوط لإنهاء العبودية صغيرة ولكنها نمت بشكل مطرد. تم نشر إدانات فلسفية ودينية مختلفة لها، خاصة من قبل جمعية الاصدقاء الدينينة. أصبح الرق غير قانوني في المملكة المتحدة في عام 1772 بموجب قرار محكمة، وفي المستعمرات البريطانية بموجب القانون في عام 1838. كانت العبودية في فرنسا غير قانونية على الأقل منذ القرن السادس عشر، وكجزء من الثورة الفرنسية، تم إلغاؤها في المستعمرات الفرنسية عام 1794 (على الرغم من أنه تم اعادتها بيت 1802 إلى 1848). ابتداءً من عام 1791، ثار عبيد سانت دومينغو، واكتسبوا حريتهم، وأسسوا دولة هايتي السوداء الحرة. بدءًا من بنسلفانيا وماساتشوستس في عام 1780، تم إلغاء العبودية تدريجيًا في جميع الولايات الشمالية، على الرغم من أن هذا لا يعني أن العبيد الحاليين تم إطلاق سراحهم دائمًا. (قامت فيرمونت، التي لم تكن في ذلك الوقت جزءًا من الولايات المتحدة، بإلغاء العبودية عام 1777.) بحلول تعداد 1850 لم يكن هناك عبيد في الولايات الحرة. كان لا يزال هناك المئات في تعداد عام 1840 (والملايين في الجنوب). في الجنوب، يتأثر أحيانًا بدعوات القساوسة - كان للإلغاء في الولايات المتحدة عنصر ديني قوي - قام بعض الأفراد بتحرير عبيدهم، أو تركوا في وصاياهم تعليمات بتحريرهم عند وفاة صاحبهم.
ارتفع عدد السود الأحرار في الولايات المتحدة الجديدة بشكل كبير، وتزايدت أهمية مسألة «ماذا تفعل بهم» باطراد. حتى عندما كانوا أحرارًا، لم يكن معظمهم مواطنين ليس لديهم حقوق قانونية، كما أوضح قرار دريد سكوت. يُنظر إليها عادةً على أنها أقل مرتبة «عنصريًا»، ويعتقد القليلون أنها جزء مرغوب فيه أو حتى جزء محتمل من المجتمع الأمريكي. تم منعهم من العيش في بعض المناطق، وكان هناك تمييز قانوني مذهل اليوم. (لم يُسمح للركاب السود على قوارب النهر في المقصورة، ولكن كان عليهم البقاء على سطح السفينة، مهما كان الطقس. في فلوريدا، كان على كل رجل أسود حر أن يكون لديه رجل أبيض يمكن مقاضاته على أفعال الزنوج إن وجدت، لأن السود لا يمكنهم المقاضة ولا مقاضتهم.) عضو جمعية الاصدقاء الدينينة، الذي يعتقد أن دمج «الأجناس» أمر مرغوب فيه، اضطر لمغادرة البلاد إلى هايتي. في الجنوب، كان السود الأحرار، الذين استطاعوا تعلم القراءة والكتابة، كانوا على اتصال بالكتابات الملغية. رأى أصحاب العبيد الذين سيطروا على تلك الدول أن السود الأحرار يمثلون تهديدًا لاستقرار اقتصادهم ومجتمعهم، ولم يخفوا رغبتهم في التخلص منهم.

### الدوافع الدينية للاستعمار
في أعقاب الصحوة الكبرى، التي اجتاحت أمريكا فيها موجة من الحماسة الدينية، تحول العديد من الأمريكيين الأفارقة المستعبدين إلى المسيحية. في الوقت نفسه، كافح العديد من المتدينين في أمريكا للتوفيق بين العبودية ومعتقداتهم.
عندما كان معظم السكان المستعبدين في أمريكا مسلمين أو يمارسون ديانات أفريقية أصلية، تم إثبات العبودية على أسس إنجيلية مسيحية. في القرن التاسع عشر، وجد العديد من المتدينين الأمريكيين صعوبة في الاستمرار في دعم استعباد إخوتهم في المسيح، وخاصة بين الكويكرز.  مثالان على هؤلاء المسيحيين هما القس موسى تيشنيل والقس صموئيل ر. هيوستن، اللذان حرروا العبيد وأرسلوهم إلى ليبيريا في عامي 1855 و 1856 على التوالي. لعب هذان الرجلان، اللذان يعتقدان أنهما ملزمان أخلاقياً بتمويل مثل هذه الرحلات، دورًا مهمًا في حركة الاستعمار.

### ما بعد التحرر
بدأت حركة العودة إلى إفريقيا في النهاية في التراجع، لكنها ستشهد انتعاشًا مرة أخرى في عام 1877 في نهاية عصر إعادة الإعمار، حيث واجه العديد من السود في الجنوب عنفًا من مجموعات مثل كو كلوكس كلان. بلغ الاهتمام بين السكان السود في الجنوب بالهجرة الأفريقية ذروته خلال تسعينيات القرن التاسع عشر، وهو الوقت الذي وصلت فيه العنصرية إلى ذروتها ووقع أكبر عدد من عمليات الإعدام خارج نطاق القانون في التاريخ الأمريكي. اجتذبت التجربة المستمرة للفصل العنصري والتمييز والاعتقاد بأنهم لن يحققوا المساواة الحقيقية العديد من السود لتحرر عموم أفريقيا في وطنهم الأم.

## ليبيريا

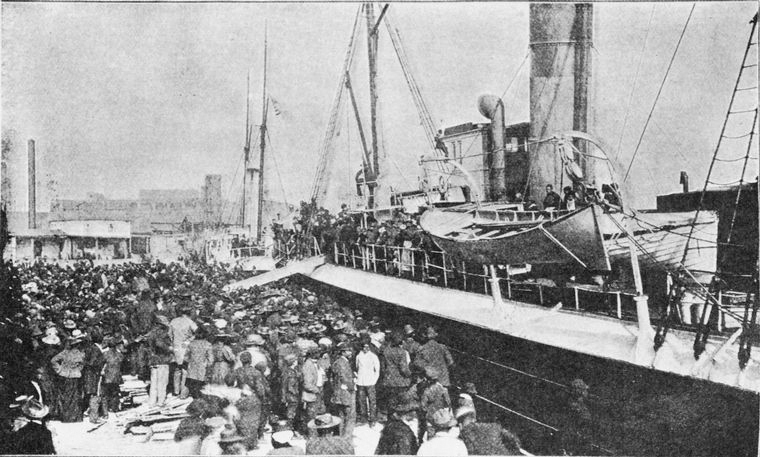
يغادر الأمريكيون الأفارقة إلى ليبيريا ، 1896

تاريخ ليبيريا (بعد وصول أوروبا)، مع سيراليون، فريد في إفريقيا. لا تبدأ كدولة أصلية ولا كمستعمرة أوروبية. مع رحيل أول سفينة إلى أفريقيا في عام 1820، أنشأت جمعية الاستعمار الأمريكية مستوطنات للسود الأمريكيين الأحرار على ساحل غرب إفريقيا. كانت السفن الأمريكية الأولى غير متأكدة من المكان الذي كانت تتجه إليه. كانت خطتهم هي اتباع المسارات التي اتخذها البريطانيون، أو ببساطة اغتنام الفرصة في المكان الذي سيهبطون فيه. في البداية، اتبعوا الطرق السابقة للبريطانيين ووصلوا إلى ساحل سيراليون. بعد مغادرة سيراليون، وصل الأمريكيون ببطء إلى الجزء الجنوبي من الساحل الأفريقي.
نجح الأمريكيون في النهاية في العثور على مكان مناسب لإقامة مستعمراتهم، ووصلوا إلى ما أطلق عليه البريطانيون ساحل الحبوب. (يشير اسم هذه المنطقة إلى نوع توابل الزنجبيل المستخدمة في توابل الطب، أفريموموم ميليجيت .) على طول ساحل الحبوب، أعطى الزعماء الأفارقة المحليون الأمريكان مساحات من الأرض.   على مدار عشرين عامًا، انتشرت سلسلة من المستوطنات المجزأة عبر شاطئ ليبيريا المستقر قليلاً. إلى جانب صعوبة الحصول على ما يكفي من الأرض، أثبتت الحياة صعوبة بالنسبة لأولئك المستوطنين الأوائل. وانتشر المرض على نطاق واسع مع نقص الغذاء. قدمت القبائل المعادية للمستوطنين صراعا كبيرا، ودمرت بعض المستوطنات الجديدة. توفي ما يقرب من 50 ٪ من المستوطنين الجدد في السنوات العشرين الأولى بعد وصولهم إلى ليبيريا.
أعلنت ليبيريا الاستقلال في 26 يوليو 1847. :5 مع حكومة سوداء منتخبة وعرض الأراضي المجانية للمستوطنين الأمريكيين من أصل أفريقي، أصبحت ليبيريا الوجهة الأكثر شيوعًا للهجرة من الأمريكيين الأفارقة خلال القرن التاسع عشر. :2  واجه الأمريكيون الأفارقة الذين وصلوا حديثًا إلى ليبيريا العديد من التحديات، بما في ذلك الروابط الأسرية المكسورة، ومعدلات الوفيات المرتفعة جدًا بسبب المرض، وفترة التكيف الصعبة. غادرت مجموعة مكونة من 43 أمريكيًا من أصل أفريقي من كريستيانسبورغ ، فرجينيا إلى ليبيريا في عام 1830، لكنهم عانوا من ارتفاع معدل الوفيات. «80 في المئة من المهاجرين لقوا مصرعهم في غضون عشر سنوات من هبوطهم هناك، معظمهم من ضحايا الملاريا، وغادر عشرة في المئة المستعمرة، وفر معظمهم إلى سيراليون.»  أصبح العديد من الأميركيين الأفارقة الذين نجوا من فترة التكيف هذه في ليبيريا مغرمين بالبلاد.
ظهر اهتمام السود بالهجرة الليبيرية عندما وعدت الحرب الأهلية بنهاية العبودية وتغيير ذي مغزى في وضع الأمريكيين السود. تم تحرير حوالي 7000 شخص مستعبد من قبل أسيادهم، لذلك غادر هؤلاء الأمريكيون الأفارقة الأحرار الولايات المتحدة هربًا من العنصرية ولديهم المزيد من الفرص (بشكل أساسي لأنهم فقدوا كل أمل في الإنجاز). في ثلاثينيات القرن التاسع عشر، أصبحت الحركة يهيمن عليها بشكل متزايد مالكو العبيد الجنوبيون، الذين لم يكونوا يريدون السود الأحرار ورأوا إرسالهم إلى ليبيريا كحل. تم إرسال العبيد المحررين من سفن العبيد هنا بدلاً من بلدانهم الأصلية. زادت هجرة السود الأحرار إلى ليبيريا بشكل خاص بعد تمرد نات تورنر عام 1831. كان السود من الطبقة الوسطى أكثر إصرارًا على العيش كأمريكيين سود، واستسلم العديد من فقراء الريف للولايات المتحدة وتطلعوا إلى ليبيريا لبناء حياة أفضل. وعدت ليبيريا بالحرية والمساواة. كما أنها مثلت فرصة لحياة أفضل للمزارعين السود في الجنوب. عرضت الحكومة الليبيرية 25 فدانا من الأراضي المجانية لكل عائلة مهاجرة، و 10 أفدنة لشخص بالغ واحد جاء إلى جمهورية الأسود. في أوائل القرن التاسع عشر، أثارت ليبيريا صورًا مختلطة في أذهان الأمريكيين السود. لقد نظروا إلى ليبيريا كوجهة للعائلات السوداء التي غادرت الولايات المتحدة بحثًا عن أسلوب حياة أفضل، وعادوا إلى موطن أجدادهم في إفريقيا.  :2–9
كما لاحظ الباحث واشنطن هايد، «الأمريكيون السود - الذين فقدوا لغاتهم الأصلية في زمن العبودية وكثير من ثقافتهم الأصلية، اكتسبوا هوية مسيحية أمريكية واضحة تتحدث الإنجليزية، ولم تكن لديهم فكرة واضحة عن المكان المحدد قارة أفريقيا جاء أسلافهم من - كان ينظر إليهم من قبل السكان الأصليين في ليبيريا على أنهم مستوطنين أجانب. لم يكن وجود أصل أفريقي ولون بشرة أسود كافيين بالتأكيد. في الواقع، كان لاستيطانهم في ليبيريا الكثير من القواسم المشتركة مع المستوطنة البيضاء المعاصرة على الحدود الأمريكية وصراع هؤلاء المستوطنين مع القبائل الأمريكية الأصلية. . . . يمكن أيضًا اعتبار التجربة الليبيرية بمثابة توقع لتجربة الصهيونية وإسرائيل - حيث يسعى اليهود بالمثل إلى الخلاص من خلال العودة إلى أرض الأجداد، وبالمثل تعتبرهم القبائل العربية المحلية متطفلين أجانب. سيستغرق الأمر من الأمريكيين - الليبيريين قرنًا وأكثر ليصبحوا مقبولين حقًا كواحدة من المجموعات العرقية في ليبيريا. . . . ساهم كل ذلك بالتأكيد في رفض معظم الأمريكيين السود لخيار العودة إلى إفريقيا واختيارهم بدلاً من ذلك السعي للحصول على حقوق متساوية في أمريكا».

## عودة العبيد السابقين
حدثت إعادة العبيد السابقين أو هجرة العبيد الأمريكيين من أصل أفريقي والكاريبي والبريطانيين السود إلى أفريقيا بشكل رئيسي خلال أواخر القرن الثامن عشر إلى منتصف القرن التاسع عشر. في حالة ليبيريا وسيراليون، تم إنشاء كلاهما من قبل عبيد سابقين تم إعادتهم إلى أفريقيا في غضون 28 عامًا.

### سيرا ليون
كان العديد من العبيد المحررين مستائين من المكان الذي أعيد توطينهم فيه في كندا بعد الثورة الأمريكية وكانوا حريصين على العودة إلى وطنهم. ابتداء من عام 1787، قامت الحكومة البريطانية بأول محاولة لتوطين الناس في سيراليون. 300 من العبيد السابقين استقروا في شبه جزيرة سيراليون في غرب أفريقيا. بعد ذلك بعامين، سيموت معظم أعضاء المستوطنة بسبب المرض أو الصراع مع سكان تيمني المحليين. في عام 1792، جرت محاولة ثانية للتسوية عندما أسس 1100 من العبيد المحررين فريتاون بدعم من البريطاني الملغي للعقوبة توماس كلاركسون.
في عام 1815، أحضر بول كاف أول مجموعة من ثمانية وثلاثين مهاجرًا من العبيد المحررين من الولايات المتحدة إلى سيراليون. في عام 1820، قاد الوزير دانيال كوكر مجموعة من تسعين من السود الأحرار على أمل تأسيس مستعمرة جديدة في سيراليون. كان ينوي التبشير بالمسيحية بين الأفارقة. غادر نيويورك على متن السفينة إليزابيث ، وانتهت رحلته على جزيرة قبالة ساحل سيراليون. عند وصولهم قبل هطول أمطار الربيع بقليل، سرعان ما أصيبت مجموعة المهاجرين بالحمى. فر الناجون في نهاية المطاف إلى فريتاون وتفككت المستوطنة.
بدأت إعادة العبيد إلى إفريقيا من المملكة المتحدة وتوابعها من قبل لجنة إغاثة الفقراء السود . وقد خلفت شركة سيراليون هذه المنظمة لاحقًا. بمرور الوقت، كان الموالون من أصل أفريقي أسود وهنود غربيون يهاجرون إلى مستعمرة فريتاون، سيراليون، بأعداد أقل في الجهود التي يقودها التجار السود أو المستفيدون مثل بول كاف.
في عام 2006، تم تبني الممثل الأمريكي من أصل أفريقي أشعيا واشنطن في عائلة ميندي ومنح لقب رئيس جوندو باي مانغا. في عام 2010، حصل على الجنسية السيراليونية بعد أن كشف اختبار الحمض النووي للأنساب عن أصل أسلافه من مينديز. كانت هذه هي المرة الأولى التي يتم فيها استخدام اختبار الحمض النووي لاكتساب الجنسية لدولة أفريقية.

## المهاجرون البارزون لأفريقيا
- جوزيف جينكينز روبرتس - الرئيس الأول لليبريا والأب المؤسس
- توماس بيترز (زعيم أسود) - زعيم الموالين السود الأمريكيين من أصل أفريقي ومؤسس فريتاون ، سيراليون
- وليام كولمان - رئيس ليبيريا
- ستيفن ألين بنسون - رئيس ليبيريا
- ديفيد جورج - واعظ أمريكي معمداني أفريقي
- بوسطن كينغ - التبشيرية الميثودية الأمريكية الأفريقية
- هنري واشنطن (أو هاري واشنطن) - عبد أفريقي مولود لأول رئيس أمريكي جورج واشنطن
- دانيال كوكر - المبشر الأفريقي الأمريكي إلى سيراليون
- إدوارد جونز (مبشر) - المبشر الأمريكي في سيراليون
- إدوارد ج. روي - رئيس ليبيريا وأول رئيس من حزب True Whig
- جون روسورم - مؤسس Freedom's Journal ، أول صحيفة سوداء في الولايات المتحدة